# Karel Poborský
Karel Poborský (n. 30 martie 1972, Jindřichův Hradec, Republica Socialistă Cehă, Cehoslovacia) este un fost fotbalist profesionist ceh, care a jucat ca extremă dreapta. El a fost cunoscut pentru tehnicitatea și viteza sa. 
El a început și și-a încheiat cariera a České Budějovice, câștigând campionatul Cehiei la cele mai mari două cluburi din Praga, Slavia și Sparta. A mai câștigat Premier League cu Manchester United și a mai jucat pentru Benfica și Lazio . 
După Petr Čech, Poborský ocupă locul al doilea în clasamentul jucătorilor cu cele mai multe meciuri la echipa națională a Cehiei, cu 118 partide între 1994 și 2006, retrăgându-se din fotbalul internațional după ce a jucat la Campionatul Mondial. A mai jucat în trei Campionate Europene, fiind numit în echipa turneului de la UEFA Euro 1996, după ce a ajutat Cehia să ajungă până la finală. 

## Cariera pe echipe
Poborský a început să joace fotbal la nivel profesionist ka České Budějovice, iar apoi a trecut la FK Viktoria Žižkov și SK Slavia Praga (sezonul în care Patrik Berger a plecat la Borussia Dortmund). 
Poborský a fost unul dintre jucătorii selecționați din campionat care au jucat la UEFA Euro 1996 și care au primit oferte pentru a juca în străinătate. În iulie 1996, el a semnat cu Manchester United, dar, datorită meciurilor bune făcute de David Beckham, Poborský va rămâne doar un  sezon și jumătate la echipa de pe Old Trafford. Totuși, el a primit o medalie de câștigător al titlului din Premier League în sezonul 1996–1997, după ce a jucat în 22 din 38 de partide de campionat și a marcat patru goluri, ajutând-o pe United să ajungă în semifinalele Ligii Campionilor.
În ianuarie 1998, a plecat la echipa portugheză Benfica, unde a jucat alături de João Pinto. 
După o serie de meciuri bune, Poborský s-a transferat în ianuarie 2001 în Serie A la Lazio. La Lazio a jucat un rol cheie în câștigarea titlului din sezonul 2001-2002. În ultima zi a sezonului, Inter Milano avea meci direct cu Lazio știind că o victorie le va aduce titlul. Cu toate acestea, Lazio a câștigat 4-2, cu Poborský marcând de două ori, iar titlul a fost cucerit de Juventus. În iulie 2002, s-a întors în țară, semnând cu Sparta Praga, unde a devenit cel mai bine plătit fotbalist din Cehia.  Ulterior, el a revenit la primul său club, Dynamo České Budějovice, marcând două goluri și pasând pentru cel de-al treilea în victoria cu 4-0 împotriva lui Sigma Olomouc B în primul său meci. S-a retras la 28 mai 2007 după un meci cu o altă echipă la care a jucat, Slavia Praga. 

## Cariera internațională
Primul meci jucat de Poborský la națională a fost cel împotriva Turciei, la 23 februarie 1994, fiind și primul meci disputat de echipa Cehiei ca stat independent după despărțirea Cehoslovaciei. A jucat pentru țara sa la Euro 96, competiție a fost unul dintre cei mai buni jucători ai echipei naționale a Cehiei, marcând în această competiție ceea ce avea să fie cunoscut la „lobul Poborský”. A mai jucat la Euro 2000 și Euro 2004, fiind și el în echipa națională pentru Campionatul Mondial din 2006, unde a jucat mai slab datorită vârstei și din cauza faptului că venea de la o echipă de liga a doua České Budějovice. După Campionatul Mondial din 2006, Poborský s-a retras de la națională. 
După retragerea din carieră din 2007, Poborský a început să lucreze ca director tehnic pentru echipa națională. 

### Lobul Poborský
Numele lui Poborský este adesea reamintit pentru performanța din Euro 96, unde în timpul meciului din sferturile de finală cu Portugalia, el a lobat mingea peste portarul Vítor Baía. Această lovitură a reprezentat și una de imagine pentru, deoarece acest tip de execuție îi este des atribuit.
În 2008 a fost declarat drept cel mai frumos gol în sondajul golul zilei organizat de Carlsberg pe Euro2008.com. A mai marcat un gol asemănător împotriva lui Porto (din nou în poarta lui Vítor Baía) în timp ce juca pentru Benfica.

## Viața personală
În 2016, Poborský a fost pus într-o comă indusă medical, după ce a contractat o infecție cerebrală care i-a paralizat mușchii faciali și cu hipersensibilitate la lumină. El a petrecut trei săptămâni în carantină în spital înainte de a se recupera complet, declarând că dacă ar fi ajuns la spital o zi mai târziu, ar fi murit. 